# Le Cormier
 Le Cormier  là một xã thuộc tỉnh Eure trong vùng Normandie miền bắc nước Pháp.